# Halffterobolbus riojanus
Halffterobolbus riojanus är en skalbaggsart som beskrevs av Martinez 1951. Halffterobolbus riojanus ingår i släktet Halffterobolbus och familjen Bolboceratidae. Inga underarter finns listade i Catalogue of Life.